# Colegiata de San Luis
La Colegiata de San Luis es un templo católico ubicado en la localidad de Villagarcía de Campos, provincia de Valladolid (Castilla y León, España). Ejemplo de la arquitectura renacentista del siglo XVI, es obra del arquitecto Rodrigo Gil de Hontañón.

## Historia
Fue construida gracias al mecenazgo de D.ª Magdalena de Ulloa y su esposo, D. Luis Méndez de Quijada, ayos de don Juan de Austria, como panteón para ambos. Los planos originales son obra de Rodrigo Gil de Hontañón. Pedro de Tolosa la reorganiza a imitación de la Basílica de El Escorial, y, posiblemente, la completa el jesuita, amigo y admirador de Juan de Herrera, Giuseppe Valeriano. La relación de D.ª Magdalena con san Francisco de Borja dará lugar a que se edifique junto a la iglesia un colegio-noviciado de la Compañía de Jesús, donde estudiara entre otros el padre Bernardo de Hoyos (primer y principal apóstol en España de la devoción al Sagrado Corazón de Jesús).
La Iglesia-Colegiata perteneció al noviciado y colegio de primeras letras de la Compañía de Jesús. Fue la primera iglesia contrarreformista erigida en Castilla, por lo que ejerció mucha influencia en toda España, y sirvió de modelo casi exclusivo para todos los templos jesuíticos hasta bien entrado el siglo XVII, lo que supuso el triunfo del manierismo herreriano en Castilla.
La planta del templo es de cruz latina, ancha nave de tres tramos y sotocoro, con pilastras de capitel corintio y fuste acanalado, cubierta por bóveda de cañón con tres capillas laterales por banda. A los pies, en el lado del evangelio, se encuentra la caja de la escalera de acceso al coro, y en el lado de la epístola la Capilla de las Reliquias.
Tras la expulsión de los jesuitas en 1767, los edificios se fueron deteriorando, y el colegio antiguo desapareció. Desde el 28 de octubre de 1959, la colegiata y la casa de ejercicios que se encuentra tras ella son administradas por los jesuitas.